# 洛卡恩
洛卡恩（法語：Locarn，法語發音：[lɔkaʁn]）是法国阿摩尔滨海省的一个市镇，位于该省西南部，属于甘冈区。

## 地理
洛卡恩（48°19'11"N, 3°25'20"W）面积32.36 平方千米，位于法国布列塔尼大區阿摩尔滨海省，该省份为法国西北部沿海省份，位于布列塔尼半岛北部，北濒大西洋英吉利海峡，西接菲尼斯泰尔省，南至莫尔比昂省，东临伊勒-维莱讷省。
与洛卡恩接壤的市镇（或旧市镇、城区）包括：卡诺埃特、迪欧特、凯尔格里斯特-莫埃卢、梅勒卡赖、圣尼科代姆、圣塞尔韦、特雷布里旺。

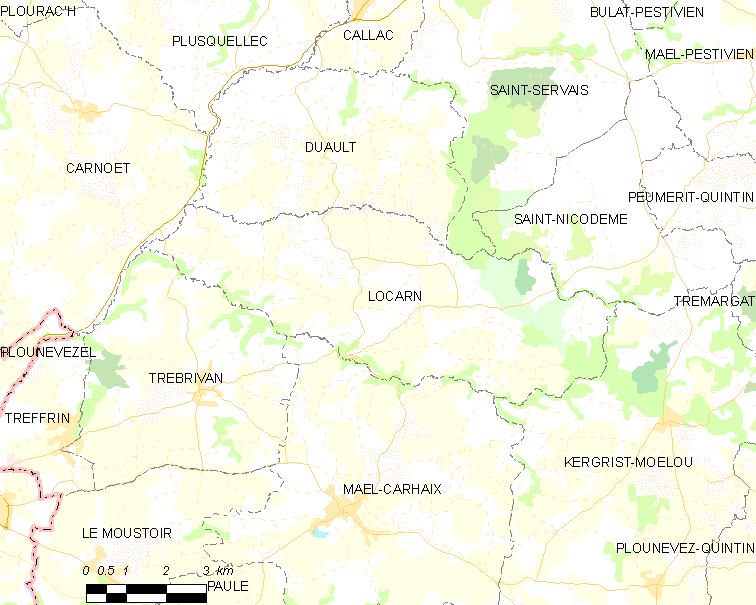
洛卡恩的OSM定位图

洛卡恩的时区为UTC+01:00、UTC+02:00（夏令时）。

## 行政
洛卡恩的邮政编码为22340，INSEE市镇编码为22128。

## 政治
洛卡恩所属的省级选区为罗斯特勒南县。

## 人口

1962-2008年间洛卡恩人口变化图示

洛卡恩于2022年1月1日时的人口数量为421人。